# Exoernestia lluyi
Exoernestia lluyi är en tvåvingeart som beskrevs av Townsend 1929. Exoernestia lluyi ingår i släktet Exoernestia och familjen parasitflugor.
Artens utbredningsområde är Peru. Inga underarter finns listade i Catalogue of Life.